# Noel (película)
 Noel es película estadounidense de 2004, dirigida por Chazz Palminteri. Está protagonizada por Susan Sarandon, Penélope Cruz, Paul Walker, Alan Arkin, Daniel Sunjata y Robin Williams, en una actuación sin acreditar.

## Argumento
La película gira en torno a cinco personajes, cuyas difíciles vidas se cruzan con otras en una serie de inesperados eventos que se van sucediendo durante la víspera de Navidad en la ciudad de Nueva York.
El personaje principal, Rose (Susan Sarandon), es una solitaria publicista que lucha para hacer frente a la enfermedad de su madre, una paciente de Alzheimer hospitalizada, a quien lleva más de diez años cuidando. Mientras tanto, Nina (Penélope Cruz) y Mike (Paul Walker) es una joven pareja a punto de romper debido al comportamiento cada vez más celoso de Mike. En otro lugar, Artie (Alan Arkin) es un viejo camarero que busca a su difunta esposa cada víspera de Navidad. Por último, Jules es un joven que deliberadamente daña su mano para poder asistir a una fiesta de Navidad en la sala de emergencia de un hospital, ya que constituye el único recuerdo feliz de su infancia. Además de los cinco personajes principales, el misterioso Charlie (Robin Williams) -un paciente terminal de cáncer encarnado en ángel- se presenta como la persona que puede ser capaz de ayudar a Rose a darse cuenta finalmente de que ella debe vivir su propia vida muy feliz

## Reparto
- Susan Sarandon — Rose Harrison
- Penélope Cruz — Nina Vásquez
- Paul Walker — Michael (Mike) Riley
- Alan Arkin — Artie Venizelos
- Marcus Thomas — Jules
- Chazz Palminteri — Arizona
- Robin Williams — Charles (Charlie) Boyd